# 궉채이
궉채이(鴌彩伊, 1987년 5월 15일 ~ )는 대한민국의 인라인스케이트 선수이다. 안양시청 소속으로 인라인의 요정이라는 별명으로 알려져 있으며, 인라인스케이트의 대중화에 기여하였다. 궉채이의 성인 궉 은 이수광이 지은 《지봉유설》에도 나오는 성씨로, 전국적으로 가구수가 몇 안되는 희박한 성씨였지만 궉채이 선수의 등장으로 널리 알려지게 되었다.